# Karol Stryjenski
Karol Stryjeński, né le 19 janvier 1887 à Cracovie et mort le 21 décembre 1932 à Varsovie, est un architecte, sculpteur, urbaniste, graphiste et un designer polonais. Il est notamment membre des Ateliers de Cracovie, fondateur de l'Association des artistes et artisans polonais, et professeur à l'École des Beaux-Arts de Varsovie avant de prendre la direction de l'Institut pour la Diffusion des Arts à Varsovie.

## Biographie
Il est le fils de l'architecte et conservateur de monuments historique, Tadeusz Stryjeński. Époux de l'artiste Zofia Stryjeńska, il dirigea de 1922 à 1927 à Zakopane l'École des arts du bois dont sont issus de nombreux artistes, parmi lesquels Antoni Kenar. Il est, entre autres réalisations d'envergure, l'auteur du Mausolée de Jan Kasprowicz à la Villa Harenda, du grand tremplin de saut à ski de Zakopane, et de plusieurs maisons à Zakopane.

## Descendance
- Jan Stryjeński
- Jacek Stryjenski
- Magdalena Stryjeńska